# Lista Milczanowskiego
Lista Milczanowskiego – dokumenty przygotowane w roku 1991 w Urzędzie Ochrony Państwa, pod kierownictwem Andrzeja Milczanowskiego.
Pełna nazwa brzmiała - Lista tajnych współpracowników SB i wywiadu wojskowego z 1991 r.
W znacznym stopniu powyższe opracowanie było tożsame z Listą tajnych współpracowników SB i wywiadu wojskowego z 1992 r., znaną również jako tzw. lista Macierewicza. Ludzie Milczanowskiego znaleźli w archiwach MSW te same materiały dotyczące osób ewidencjonowanych jako tajni współpracownicy SB, na które w rok później natrafili ludzie Macierewicza.
Sprawdzenie Milczanowskiego objęło 7 tysięcy kandydatów do Sejmu i Senatu, nie kontrolowano członków rządu i pracowników Kancelarii Prezydenta. Operacja ta rozpoczęła się na przełomie września i października 1991 roku.